# Kosta (Zweden)
Kosta ['ku:sta] is een plaats in de gemeente Lessebo in het landschap Småland en de provincie Kronobergs län in Zweden. De plaats heeft 941 inwoners (2005) en een oppervlakte van 162 hectare. In Kosta staat de kristalfabriek Kosta Boda.

## Verkeer en vervoer
Bij de plaats loopt de Riksväg 28.